# Boginja na tronu
Boginja na prestolu (srbsko Богиња на Трону, albansko Hyjnesha në fron) je terakota figura, ki so jo našli na mestu gradnje tovarne Tjerrtorja znotraj mesta Priština, Kosovo, leta 1956. Arheološko delo beograjskega Narodnega muzeja je vodil kustos Radoslav Galović. Kipec težko razpoznavnega spola iz terakote je dobro ohranjen primerek malih neolitskih plastik (visok 18,5 cm), datiran štiri tisočletja pred našim štetjem v vinčansko kulturo (znana tudi kot turdaška kultura ali turdaško-vinčanska kultura), ki je segala tudi na ozemlje Kosova.
Kipec predstavlja žensko božanstvo, ki odraža kult idola velike matere. Hranijo ga v Muzeju v Prištini. Kosovski muzej je prevzel podobo boginje na prestolu kot logotip institucije. Ker je hkrati en najbolj dragocenih arheoloških artefaktov Kosova, ga je kot simbol prevzela tudi Priština.